# Бутанкур
Бутанку́р (фр. Boutancourt) — коммуна во Франции, находится в регионе Шампань — Арденны. Департамент — Арденны. Входит в состав кантона Флиз. Округ коммуны — Шарлевиль-Мезьер.
Код INSEE коммуны — 08079.
Коммуна расположена приблизительно в 200 км к северо-востоку от Парижа, в 90 км севернее Шалон-ан-Шампани, в 11 км к югу от Шарлевиль-Мезьера.

## Население
Население коммуны на 2008 год составляло 254 человека.
| 1962 | 1968 | 1975 | 1982 | 1990 | 1999 | 2008 |
| ---- | ---- | ---- | ---- | ---- | ---- | ---- |
| 350  | 334  | 280  | 275  | 246  | 280  | 254  |

## Экономика
В 2007 году среди 193 человек в трудоспособном возрасте (15—64 лет) 150 были экономически активными, 43 — неактивными (показатель активности — 77,7 %, в 1999 году было 72,7 %). Из 150 активных работали 138 человек (78 мужчин и 60 женщин), безработных было 12 (4 мужчины и 8 женщин). Среди 43 неактивных 16 человек были учениками или студентами, 12 — пенсионерами, 15 были неактивными по другим причинам.

## Фотогалерея

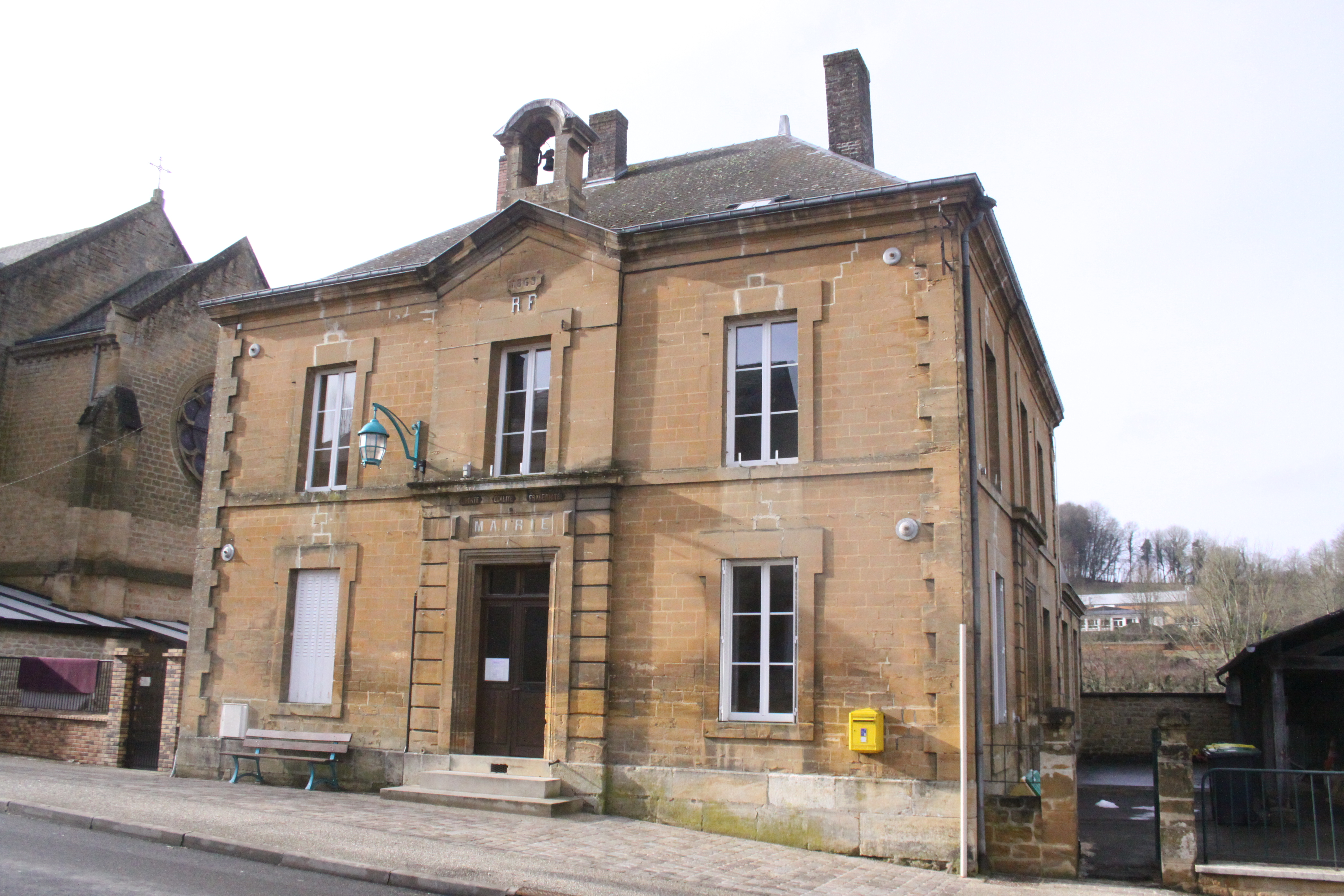
Мэрия
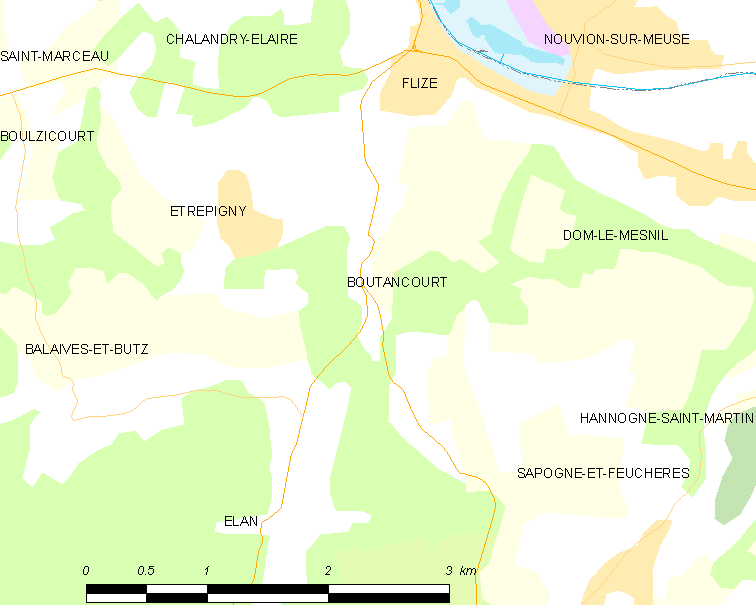
Карта коммуны